# 1885 en mathématiques
Cet article présente les faits marquants de l'année 1885 en mathématiques.

## Naissances
- 11 janvier : Isha Schwaller de Lubicz (morte en 1963), égyptologue et mathématicienne française.
- 16 janvier : Michel Plancherel (mort en 1967), mathématicien suisse.
- 27 janvier : Franciszek Leja (mort en 1979), mathématicien polonais.
- 11 avril : Robert König (mort en 1979), mathématicien autrichien.
- 16 avril : Karel Rychlik (mort en 1968), mathématicien tchèque.
- 19 avril : Leonida Tonelli (mort en 1946), mathématicien italien.
- 9 juin : John Edensor Littlewood (mort en 1977), mathématicien anglais.
- 10 juin : Andreas Speiser (mort en 1970), mathématicien et philosophe suisse.
- 19 août : Jacques Touchard (mort en 1968), mathématicien français.
- 13 septembre : Wilhelm Blaschke (mort en 1962), mathématicien autrichien.
- 11 octobre : Alfréd Haar (mort en 1933), mathématicien hongrois.
- 13 octobre : Viggo Brun (mort en 1978), mathématicien norvégien.
- 20 octobre : Paul Barbarin (mort en 1931), mathématicien français.
- 26 octobre : Niels Erik Nörlund (mort en 1981), mathématicien danois.
- 9 novembre : 
  - Theodor Kaluza (mort en 1954), physicien et mathématicien allemand.
  - Hermann Weyl (mort en 1955), physicien et mathématicien allemand.

## Décès
- 2 mars : Joseph-Alfred Serret (né en 1819), mathématicien et astronome français.
- 24 mars : Alfred Enneper (né en 1830), mathématicien allemand.
- 24 mai : Thomas Clausen (né en 1801), astronome et mathématicien danois.
- 9 septembre : Jean-Claude Bouquet (né en 1819), mathématicien français.
- Septembre: Paul Émile Breton de Champ (né en 1814), mathématicien et ingénieur français.